# Le Cierge
Le Cierge est la douzième fable du livre IX de Jean de La Fontaine situé dans le second recueil des Fables de La Fontaine, édité pour la première fois en 1678.

## Texte de la fable
C’est de séjour des Dieux que les Abeilles vinent.

Les premières, dit-on, s’en allèrent loger

Au mont Hymette, et se gorger

Des trésors qu’en ce lieu les zéphirs entretiennent.

Quand on eut des palais de ces filles du Ciel

Enlevé l’ambroisie en leurs chambres enclose :

Ou, pour dire en français la chose,

Apres que les ruches sans miel

N’eurent plus que la Cire, on fit mainte bougie :

Maint Cierge aussi fut façonné.

Un d’eux voyant la terre en brique au feu durcie

Vaincre l’effort des ans, il eut la même envie ;

Et, nouvel Empédocle aux flammes condamné

Par sa propre et pure folie,

Il se lança dedans. Ce fut mal raisonné ;

Ce Cierge ne savait grain de philosophie.

Tout en tout est divers : ôtez-vous de l’esprit

Qu’aucun être ait été composé sur le vôtre.

L’Empédocle de Cire au brasier se fondit :

Il n’était pas plus fou que l’autre.
— Jean de La Fontaine, Fables de La Fontaine, Le Cierge, texte établi par Jean-Pierre Collinet, Fables, contes et nouvelles, Gallimard, « Bibliothèque de la Pléiade », 1991, p. 369